# Tolema (Leotala)
Tolema ist eine osttimoresische Aldeia im Suco Leotala (Verwaltungsamt Liquiçá, Gemeinde Liquiçá). 2015 lebten in der Aldeia 698 Menschen.
Tolema liegt im Nordwesten des Sucos Leotala. Östlich liegt die Aldeia Hatumasi, südöstlich die Aldeia Manati und südlich die Aldeia Caimegoluli. Im Norden grenzt Tolema an den Suco Hatuquessi und im Westen an das Verwaltungsamt Maubara mit seinem Suco Vatuvou. Die Westgrenze bildet der Manobira, ein Nebenfluss des Lóis.
Das Ortszentrum des Dorfes Tolema liegt im Süden der Aldeia Tolema. Hier befindet sich eine Grundschule. Häuser verteilen sich nahezu auf die gesamte Aldeia, entweder in kleinen Gruppen oder einzeln stehend.

## Politik
2023 wurde Januario Maria Soares zum Chefe de Aldeia gewählt.